# Åkertuss
Åkertuss (Tortula truncata) är en bladmossart som beskrevs av Mitten in Godman 1870. Åkertuss ingår i släktet tussmossor, och familjen Pottiaceae. Arten är reproducerande i Sverige. Inga underarter finns listade i Catalogue of Life.

## Bildgalleri

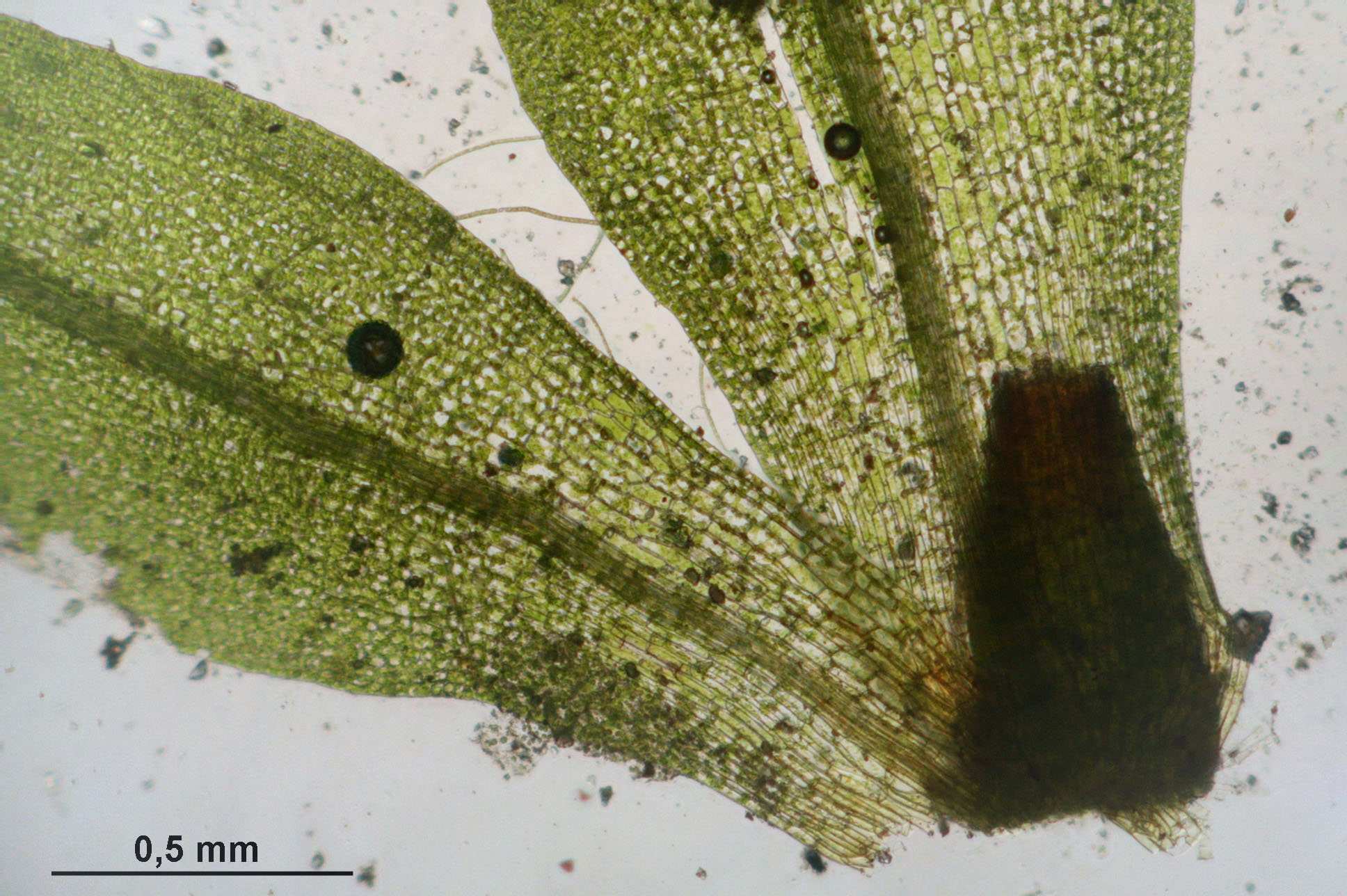
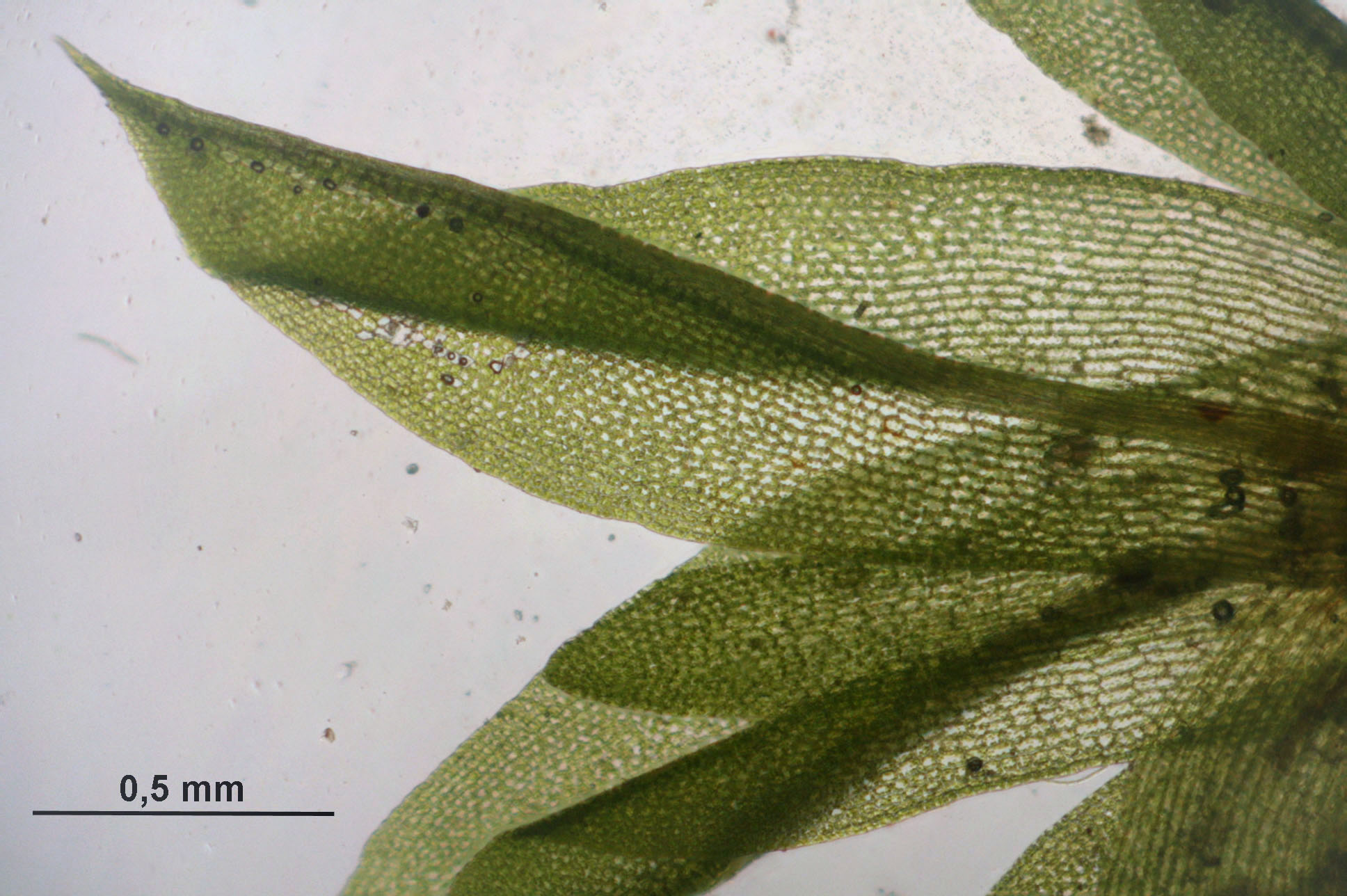
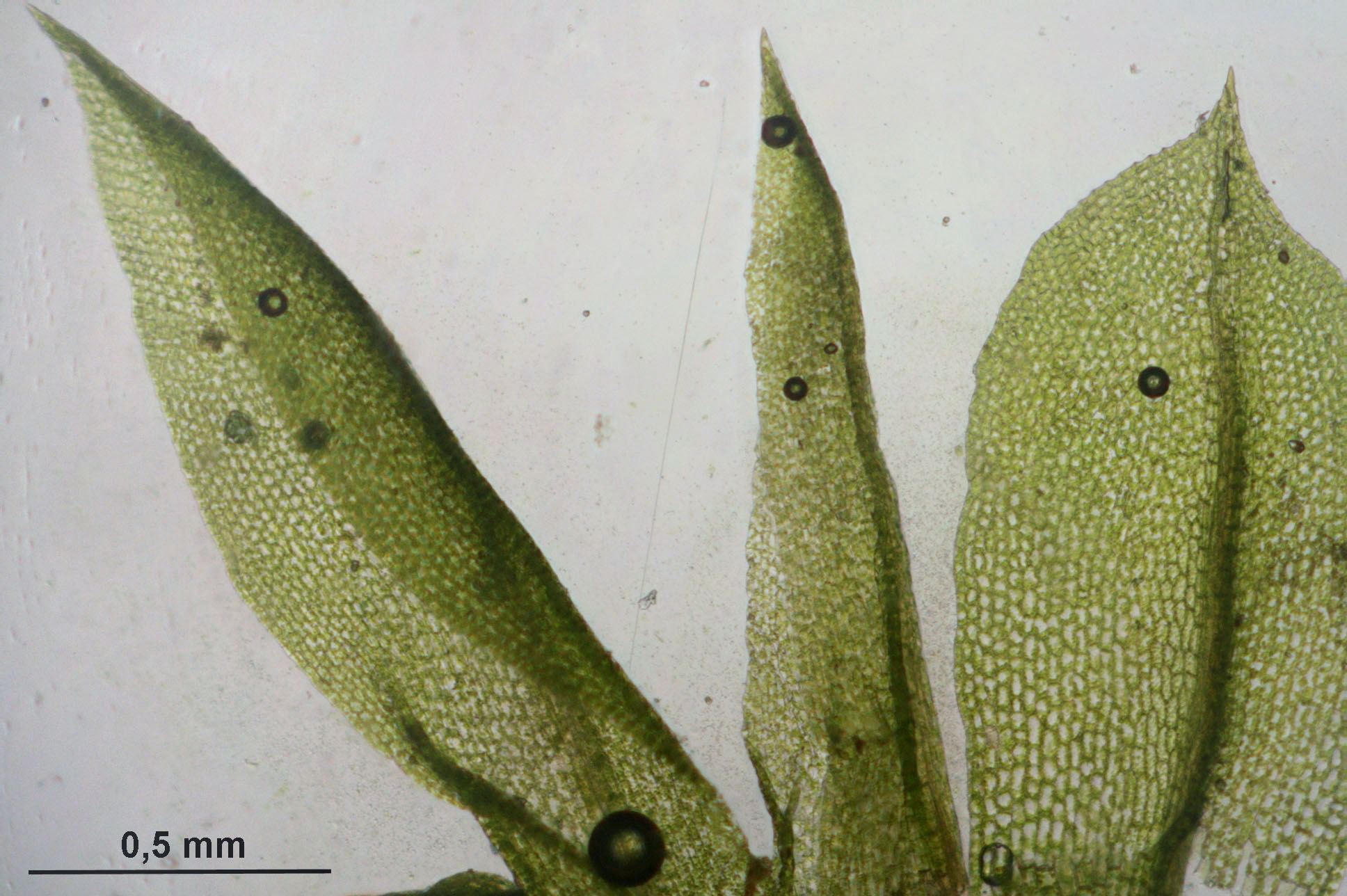
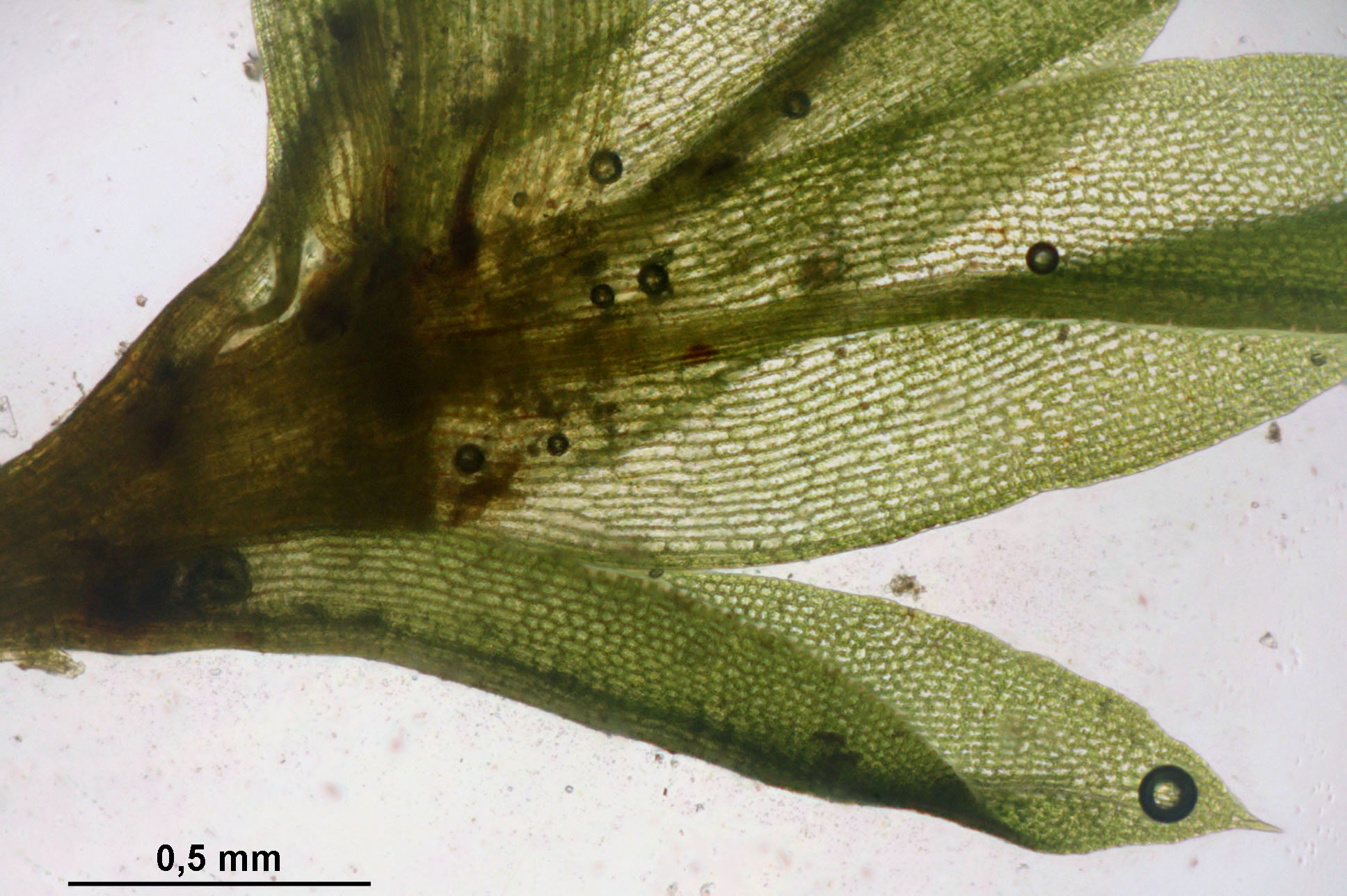